# Wyrostek robaczkowy

Przewód pokarmowy człowieka z zaznaczonym wyrostkiem robaczkowym

Wyrostek robaczkowy (łac. appendix vermiformis) – cienkie uwypuklenie jelita ślepego u niektórych ssaków. Jego ściana jest licznie wyposażona w grudki chłonne. Pełni on przypuszczalnie rolę w okresie, gdy u noworodka tworzy się symbioza między organizmem ssaka a mikrobiotą jelitową. Niegdyś był uważany u ludzi za narząd szczątkowy.
Dwudziestopierwszowieczne badania naukowe wykazały, że w obrębie prawie 70% wszystkich grup żyjących dziś gryzoni (m.in. lemingów, norników, szczurów) i naczelnych znajdują się gatunki mające wyrostek robaczkowy. Występuje również u australijskich torbaczy.

## Wyrostek robaczkowy człowieka
U człowieka wyrostek robaczkowy ma postać ślepo zakończonej cewki o zmiennej długości, najczęściej 8–10 cm, rzadko przekraczającej 20 cm. 
Leży w prawym dole biodrowym, lecz jego dokładne położenie jest wysoce zmienne osobniczo. Bardzo często (41,5%) swobodnie zwisa do miednicy mniejszej (tzw. wyrostek miedniczny). Niekiedy leży w dole biodrowym, często w bezpośrednim sąsiedztwie talerza kości biodrowej (13%). Najczęściej wyrostek układa się między pętlami jelitowymi (43% przypadków). Rzadziej położony jest za kątnicą lub przebiega obok niej (tzw. wyrostek zakątniczy lub typu wstępującego, 2,5%). Wyjątkowo, w przypadku odwrotnego ułożenia trzewi albo malrotacji jelit, wyrostek znajduje się w okolicy lewego dołu biodrowego. W wieku dziecięcym zwykle jest jeszcze drożny, niekiedy (2–4%) tworzy lejkowate rozszerzenie u podstawy, zachowując embrionalny kształt. 
Błona śluzowa wyrostka pokryta jest nabłonkiem walcowatym jednowarstwowym i posiada gruczoły jelitowe oraz liczne skupiska tkanki limfatycznej w postaci grudek chłonnych, przez co wyrostek jest czasem zwany migdałkiem jelitowym. Wyrostek ma silnie rozwiniętą warstwę mięśniową. Pokrywa go otrzewna tworząca krezkę (krezeczkę) wyrostka robaczkowego (mesoappendix). Wyrostek unaczyniony jest przez tętnicę wyrostka robaczkowego odchodzącą od tętnicy krętniczo-okrężniczej. Obok tętnicy między blaszkami krezki biegnie żyła wyrostka robaczkowego, prowadząca krew do żyły krezkowej górnej. Unerwienie pochodzi z pnia współczulnego i z nerwu błędnego.
Opublikowane w 2009 roku badania uczonych z Uniwersytetu Duke'a w Durham, USA dowiodły, że wyrostek robaczkowy pełni rolę w funkcjonowaniu układu odpornościowego człowieka, będąc magazynem pożytecznych bakterii oraz wytwarzając krwinki białe chroniące organizm ludzki przed szkodliwymi wirusami i bakteriami.

## Schorzenia
- rakowiak
- zapalenie wyrostka robaczkowego